# Formica atra
Formica atra é uma espécie de formiga do gênero Formica, pertencente à subfamília Formicinae.